# まじかるで〜と
『まじかるで～と』はタイトーから1996年・1997年にリリースされたアーケードゲームシリーズ。ジャンルは恋愛ボードゲーム。
主人公はさまざまなミニゲームをクリアしながら女の子とボード上をデートして回る。イベントをくぐりぬけ、最終的に女の子へ告白をする事が目的となる。フォトスタジオモードはアーケードモードの撮影シーンを独立して楽しめるようにしたもの。ダンスモードは女の子のダンスを鑑賞するもの。
当初、『フォリズム』というタイトル名で1995年後半にロケテストを行なっていたが、一旦お蔵入りになっている。その後、当時流行していた恋愛シミュレーションゲームの要素を追加したミニゲーム集として再び日の目を見ることになった。タイトル名は開発中に二転三転しており、初期のタイトルは『クロスディメンション』で、その後に『まじかるダーウィン』などを経て最終的に『まじかるで～と』になった。
1996年リリースの『まじかるで～と ドキドキ告白大作戦』（まじかるで～と ドキドキこくはくだいさくせん）と1997年リリースのマイナーチェンジ版『まじかるで～と 卒業告白大作戦』（まじかるで～と そつぎょうこくはくだいさくせん）がある。前者は1997年にプレイステーションへ移植され、2008年8月13日からはゲームアーカイブスとしてダウンロード販売開始されている。

## まじかるで～と ドキドキ告白大作戦
クリスマスパーティまでの日々を彼女と共にミニゲームをクリアしていくゲーム作品。ミニゲームのノルマをクリアできなかった場合ライフが減り、全て無くなるとゲームオーバーになる。ミニゲームを上手にクリアすると彼女との親密度が上がり、彼女との関係が変化する。
季節ごとのイベントをクリアすると写真撮影イベントが発生し、良い写真が撮れれば彼女の好感度が変化する。なお写真撮影はカメラの動かし方によってはパンチラを撮影する事ができるがその場合は彼女に悪い印象を与える。
好感度、そして道中のイベントにどう受け答えしたかによってエンディングが数段階存在する。好感度は一見MAXになっているように見えてもさらにその上の段階が存在している。ベストエンドを見るための条件は、好感度以外にもキャラクターによって細部が違う。それらを全てこなさないと、真のベストエンドを見ることはできない。ベストエンドの場合はキスをして貰え、ゲームオーバー時の画面でピンクのハートに矢が突き刺さる演出が入る（それ以外の場合はピンクのハートが矢を跳ね返すため、「ベストエンドではない」ということを暗示している）。

### 登場人物
一条寺 愛弓（いちじょうじ あゆみ）
声：高田由美
サブリナ女学園3年生。18歳。9月5日生まれ（おとめ座）のA型。身長163cm、体重47kg。スリーサイズはB 89 / W 59 / H 88。
勝気で強気なところがあり、モノの好みにはうるさいようだ。自分のスタイルに自信があるためか、割合エッチなことに関しては寛容。彼女を攻略する際には、買い物でいかに気に入るものを選ぶかがポイント。
趣味はピアノ。得意なスポーツはテニス。
緑川 鈴（みどりかわ りん）
声：西村ちなみ
聖桜女子1年生。15歳。4月17日生まれ（おひつじ座）のB型。身長154cm、体重42kg。スリーサイズはB 78 / W 56 / H 80。
性格は明るく元気で人懐っこい。ハキハキとした人を好む傾向があるが、告白は多少ユーモアがあっても受け入れるようだ。純情で、エッチなことは嫌いな様子。彼女を攻略する際には、買い物で気に入るものを選ぶのと、いやらしいふるまいを避けることがポイント。
趣味はシール集め。得意なスポーツはバスケットボール。
冬野 霞（ふゆの かすみ）
天月学園2年生。17歳。11月23日生まれ（いて座）のAB型。身長158cm、体重45kg。スリーサイズはB 82 / W 58 / H 83。
声：浅田葉子
大人しいタイプで、人混みや騒がしいのは苦手なようだ。純情で相当な奥手でもあり、エッチな人は信用しない様子。彼女を攻略する際には、会話でピタリと気が合うかどうかと、いやらしい写真を撮らないことがポイント。
趣味はない。得意なスポーツはテニス。